# ATC kod A02
ATC kod A02 Lekovi za poremećaje vezane za kiselinu su terapeutska podgrupa sistema za anatomsko terapeutsko hemijsku klasifikaciju. Ovaj sistem alfanumeričkih kodova je razvio  za klasifikaciju lekova i drugih medicinskih proizvoda.  Podgrupa A02 je deo anatomske grupe A Alimentarni trakt i metabolizam.

Kodovi za veterinarsku upotrebu (ATCvet kodovi) se mogu formirati stavljanjem slova Q ispred humanih ATC kodova: QA02... 
Nacionalna izdanja ATC klasifikacije mogu da obuhvataju dodatne kodove koji nisu prisutni na ovoj listi.

## Antacidi

### Magnezijumovajedinjenja
Magnezijum karbonat
 Magnezijum oksid
 Magnezijum peroksid
 Magnezijum hidroksid
 Magnezijum silikat
 Kombinacije

### Aluminijumovajedinjenja
Aluminijum hidroksid
 Algeldrat
 Aluminijum fosfat
 Dihidroksialumini natrijum karbonat
 Aluminijum acetoacetat
 Aloglutamol
 Aluminijum glocinat
 Kombinacije

### Kalcijumovajedinjenja
Kalcijum karbonat
 Kalcijum silikat
 Kombinacije

### Kombinacije i kompleksi jedinjenja aluminijuma, kalcijuma i magnezijuma
Kombinacije običnih soli
 Magaldrat
 Almagat
 Hidrotalcit
 Almasilat

### Antacidi sa antiflatulentima
Magaldrat i antiflatulenti
 Kombinacije običnih soli i antiflatulenti

## Lekovi zapeptički čirioboljenje gastroezofagealnog refluksa(GORD)

###A02BA Antagonisti H2 receptora
Cimetidin
 Ranitidin
 Famotidin
 Nizatidin
 Niperotidin
 Roksatidin
 Ranitidin bizmut citrat
 Lafutidin
 Cimetidin, kombinacije
 Famotidin, kombinacije

###A02BB Prostaglandini
Misoprostol
 Enprostil

###A02BC Inhibitori protonske pumpe
Omeprazol
 Pantoprazol
 Lansoprazol
 Rabeprazol
 Esomeprazol
 Dekslansoprazol

### Kombinacije za eradikacijuHelikobakter pilori
Omeprazol, amoksicilin i metronidazol
 Lansoprazol, tetraciklin i metronidazol
 Lansoprazol, amoksicilin i metronidazol
 Pantoprazol, amoksicilin i klaritromicin
 Omeprazol, amoksicilin i klaritromicin
 Esomeprazol, amoksicilin i klaritromicin
 Lansoprazol, amoksicilin i klaritromicin
 Bizmut subcitrat, tetraciklin i metronidazol

### Drugi lekovi za peptički čir i oboljenje gastroezofagealnog refluksa (GORD)
Karbenoxolon
 Sucralfat
 Pirenzepin
 Metiosulfonijum hlorid
 Bizmuth subcitrat
 Proglumid
 Gefarnat
 Sulglikotid
 Acetoksolon
 Zolimidin
 Troksipid
 Bizmut subnitrat
 Algininska kiselina
 Karbenoksolon, kombinacije bez psiholeptika
 Karbenoksolon, kombinacije sa psiholepticima
 Gefarnat, kombinacije sa psiholepticima

## Drugi lekovi za poremećaje vezane za kiselinu
Prazna